# Äijäjärvi (norra)
Äijäjärvi är den norra av två sjöar i kommunen Enontekis i landskapet Lappland i Finland. Sjön ligger 291,8 meter över havet. Arean är 41 hektar och strandlinjen är 4,55 kilometer lång. Sjön  ingår i Torne älvs huvudavrinningsområde.   Den ligger omkring 220 kilometer nordväst om Rovaniemi och omkring 910 kilometer norr om Helsingfors. 